# Lanová dráha v Méridě
Lanová dráha v Méridě (španělsky Teleférico de Mérida), také známá pod názvem Mukumbarí je systém čtyř lanových drah, který funguje ve městě Mérida, ve venezuelském státě Mérida. Jedná se o nejvýše položenou lanovou dráhu na světě, jelikož končí v nadmořské výšce 4765 m n. m. Se svou délkou 12,5 km bývala také nejdelší na světě. K roku 2024 je druhá nejdelší.
Lanovka vede z města Mérida na vrchol Pico Espejo, v národním parku Sierra Nevada, v pohoří Cordillera de Mérida, které je součástí And. Nejvyšší stanice lanovky leží nedaleko vrcholu Pico Bolívar, nejvyšší hory Venezuely. Lanovka byla postavena v 50. letech 20. staletí. V roce 2008 byla z důvodu modernizace uzavřena. K částečnému znovuotevření došlo 29. dubna 2016. Do plného provozu pro veřejnost se otevřela 7. října 2016.

## Historie

### 20. století
První lanová dráha v lokalitě byla navržena roku 1952 klubem El Club Andino Venezolano za vlády Generála Marcose Péreze Jiméneze. Cílem stavby mělo být usnadnění přístupu do hor Sierra Nevada de Mérida turistům. Návrh byl vzat v úvahu a v roce 1955 byl proveden topografický průzkum a mnohé další studie. Podíleli se na nich také zahraniční odborníci.

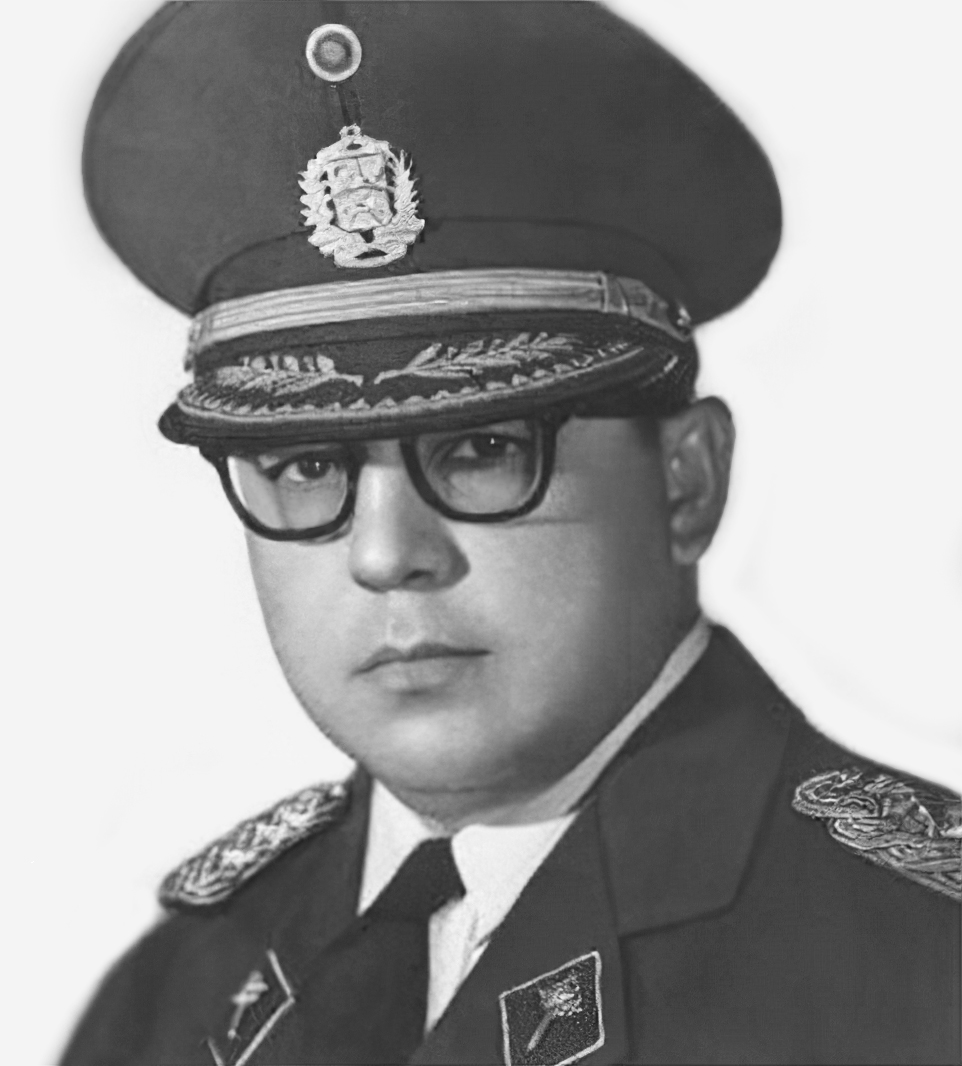
Výstavba lanovky v Méridě začala za vlády prezidenta Marcose Péreze Jimenéze (1914–2001) který vedl Venezuelu v letech 1952–1958.

V roce 1956 se rozhodlo o finální trase lanovky a o rok později už byla v provozu nákladní lanová dráha až do stanice La Aguada, která následně sloužila pro přepravu potřebného materiálu na výstavbu stanic.
Stavba lanovky probíhala se zahraniční podporou, a to především francouzskou, švýcarskou a německou. V roce 1958 byla stavba z 50 % hotová a za dva roky byla dokončena. Významná byla práce zahraničního týmu techniků, který vedl francouzský specialista Maurice Comte. Slavnostní otevření bylo sice naplánováno na rok, kdy se mělo slavit výročí 400 let od založení města Mérida, ale kvůli úmrtí papeže Pia XII. bylo odloženo. Lanová dráha byla slavnostně otevřena 5. března 1960 a stála 70 milionů bolívarů, které dle tehdejšího kurzu odpovídaly 16 milionům amerických dolarů. V průběhu let procházela opravami, což zajišťovalo její provozuschopnost.

### 21. století
V prosinci roku 2008 proběhla na lanové dráze v Méridě inspekce, kterou provedla rakouská společnost Doppelmayr. Inspekce objevila nebezpečné opotřebení lan a doporučila Venezuelské vládě lanovku nadobro uzavřít. Ješte toho měsíce byla dráha skutečně z bezpečnostních důvodů uzavřena. Úřady následně společnost Doppelmayr požádaly o odhad časové i finanční náročnosti případné renovace celé lanové dráhy.

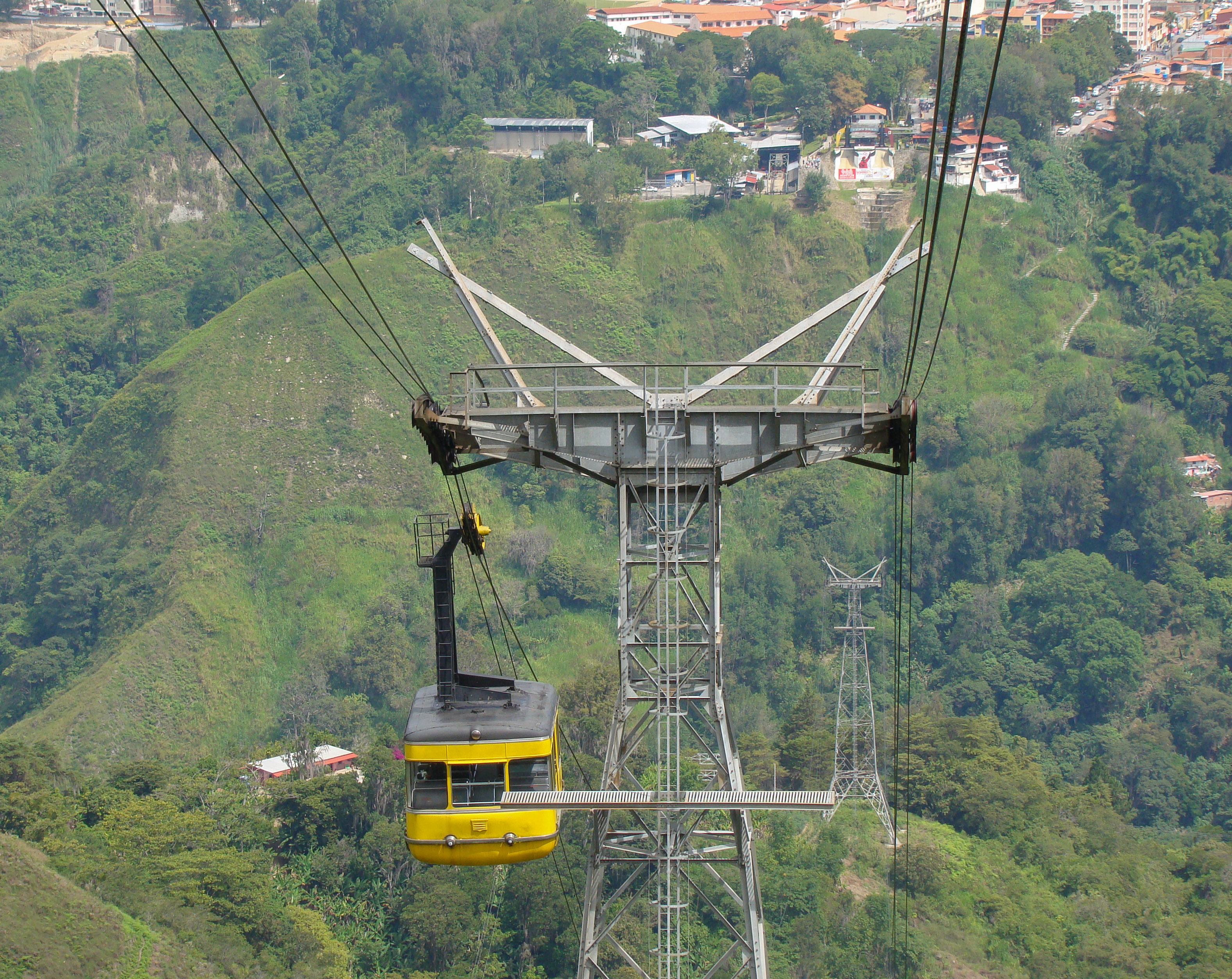
Pohled na kabinu staré lanovky v Méridě, která byla v roce 2008 uzavřena.

#### Modernizace a přerušení provozu
V srpnu 2008 výbor švýcarských techniků provedl celkovou kontrolu lanové dráhy. Výsledkem bylo zjištění, že nosná lana brzy dosáhnou stáří 50 let, a tedy jsou na hraně životnosti. Navíc se zjistilo, že na jedné z věží byla trhlina. Po těchto odhaleních byl provoz lanovky na radu evropských expertů z bezpečnostních důvodů přerušen. V roce 2010 venezuelská vláda pověřila společnost Doppelmayr úplnou modernizací celého systému lanovek v Méridě. Firma měla především vyřešit závady, které byly objeveny dříve na lanech a podpěrných věžích. Modernizace stála celkem 468 milionů dolarů. Zahrnuje nová nosná lana i zabezpečovací systém. Došlo také k výměně kabin. Bylo oznámeno, že nové kabiny budou mít kapacitu 60 osob (plus průvodčí). Tím se liší od těch původních, které mohly přepravit najednou maximálně 40 cestujících. Zvětšením kabin se navýšila přepravní kapacita na 330 osob za hodinu v každém směru. Došlo také ke stavbě devíti nových podpěrných věží. Tehdejší ministr pro cestovní ruch Alejandro Fleming oznámil, že první tři stanice (Barinitas, La Montaña a La Aguada) budou dokončeny v srpnu 2012. Také veřejnost ujistil, že lanovka bude zpět v provozu v dubnu 2013. To se ovšem nestalo a otevření se zdrželo.

#### Znovuotevření
V září 2014 nechal Anrés Izarra, nový ministr pro cestovní ruch, systém podrobně otestovat. Slíbil, že v roce 2015 bude lanovka připravena na komerční provoz. V červnu 2015 byly provedeny kontroly všech pěti stanic lanovky s pozitivním výsledkem. Datum, kdy měla být lanovka plnohodnotně otevřena, se ale i tak několikrát odkládalo. 
29. dubna 2016 byl nový systém slavnostně otevřen v nekomerčním provozu, který byl určen dětem, seniorům a lidem s postižením. V průběhu této fáze jej navštívilo více než sto tisíc návštěvníků. Při otevření byl přítomen i prezident Nicolás Maduro. Konečně, 7. října stejného roku byla lanová dráha v Méridě otevřena široké veřejnosti s pravidelným jízdním řádem od středy do neděle, od 08:00 do 16:00.
Lanová dráha v Méridě se od této chvíle začala oficiálně nazývat Mukumbarí. Slovo Mukumbarí pochází z jazyka původních obyvatel regionu a doslova znamená „místo, kde spí slunce“. Původní obyvatelé takto označovali masiv Sierra Nevada, ve kterém se lanovka nachází.

#### Údržba v letech 2020–2022
V polovině roku 2020 byl provoz lanovky přerušen z důvodu údržby. Celý proces trval dva roky. Úřady k důvodu uzavření neposkytly žádné detailnější informace. Teprve v srpnu 2022 se lanovka částečně otevřela. V provozu byly první dvě stanice Barinitas a La Montaña. Provoz byl obnoven jak pro místní, tak i pro zahraniční turisty. Na ostatních stanicích pokračovaly údržbové práce. Stanice La Aguada se vrátila do provozu v říjnu roku 2022. Stanici Loma Redonda ve výšce a 4058 m n. m. zprovoznili v prosinci stejného roku, zatímco stanici Pico Espejo v lednu roku následujícího.

## Popis lanové dráhy

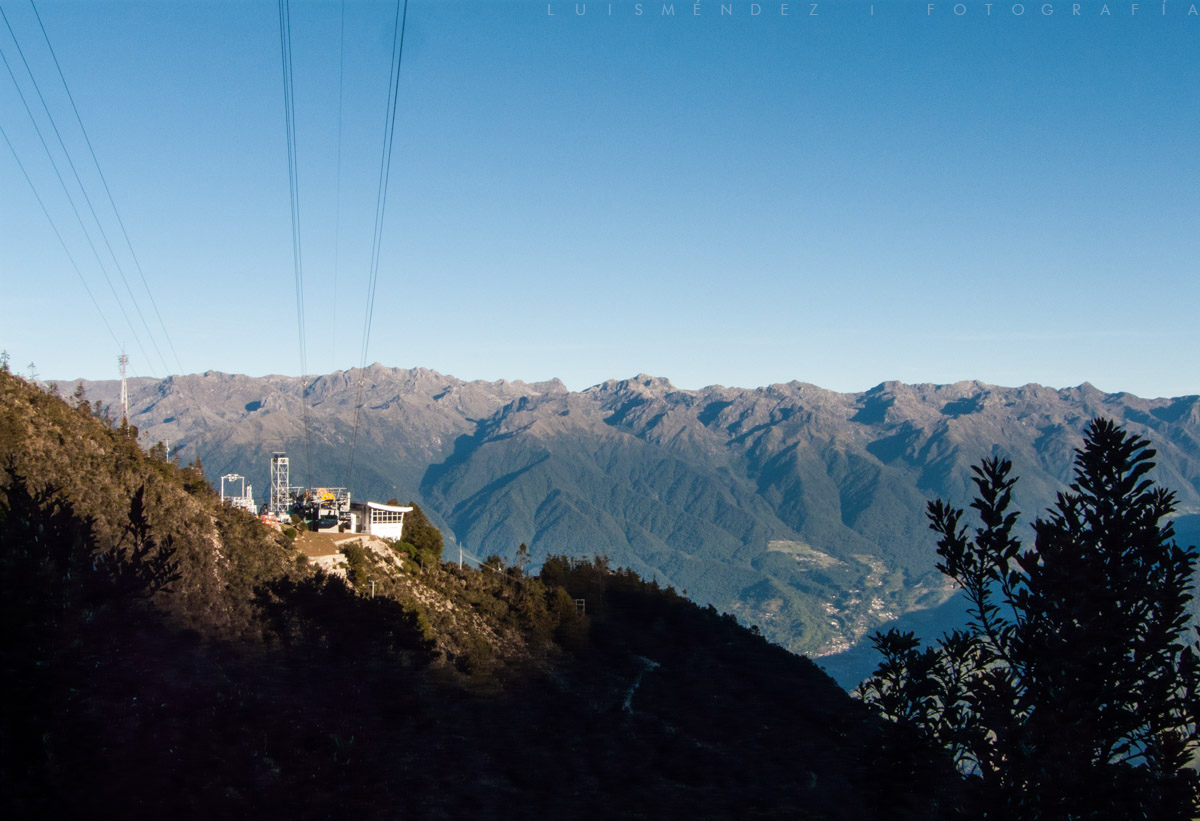
Pohled z lanovky na stanici La Aguada.

Lanová dráha v Méridě je systém čtyř lanových drah o celkové délce 12,416 km. Dráha začíná ve stanici Barinitas ve městě Mérida v nadmořské výšce 1577 m n. m. a končí ve stanici Pico Espejo ve výšce 4765 m n m. Na trase jsou tři mezilehlé stanice. V jenom mezistaničním úseku se vždy pohybuje jedna kabina v každém směru. Kabiny mají kapacitu 60 osob a pohybují se průměrnou rychlostí 7 m/s. Ve stanicích La Montaña a Loma Redonda se nachází vždy po dvou motorech, které lanovku pohánějí. Každý motor má na starost jeden mezistaniční úsek.

### První úsek
- Stanice Barinitas (1577 m n. m.)
- Stanice La Montaña (2436 m n. m.)

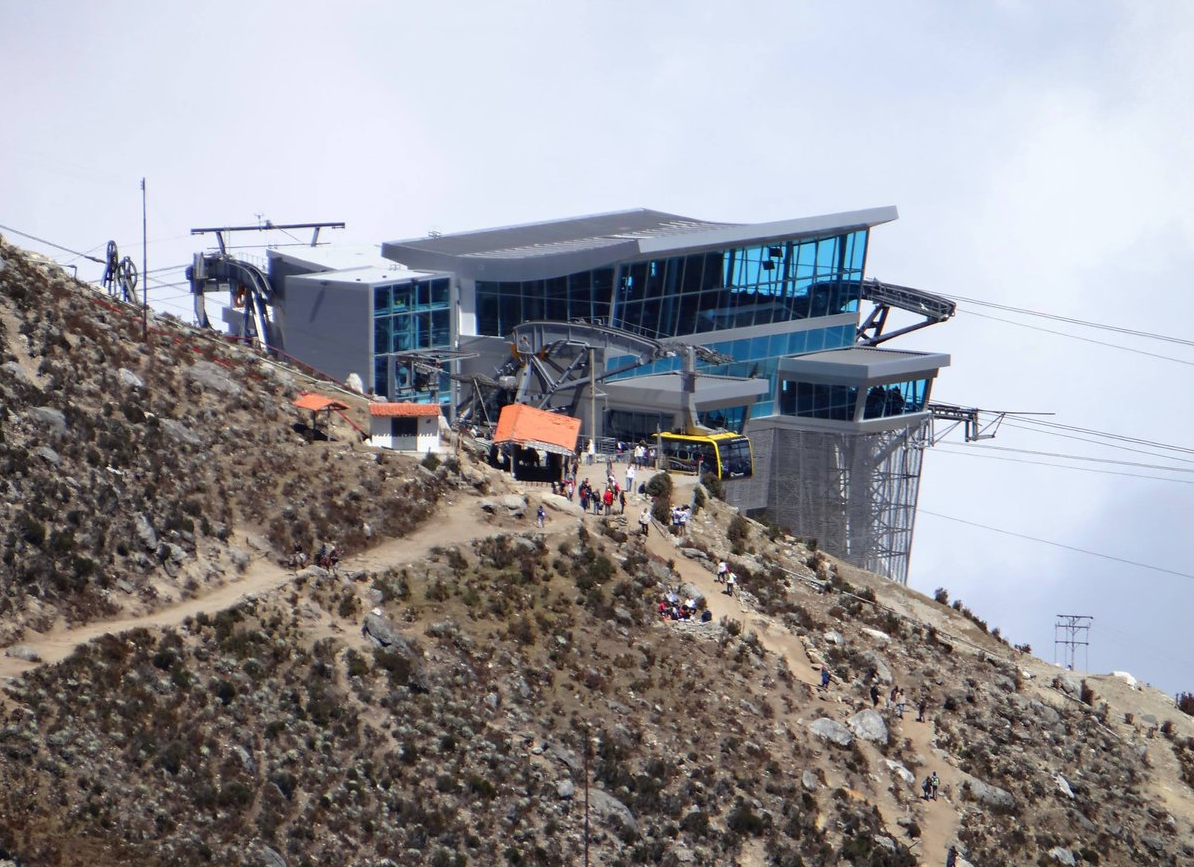
Pohled na stanici Loma Redonda.

### Druhý úsek
- Stanice La Montaña (2436 m n. m.)
- Stanice La Aguada (3452 m n. m.)

### Třetí úsek
- Stanice La Aguada (3452 m n. m.)
- Stanice Loma Redonda (4045 m n. m.)

### Čtvrtý úsek

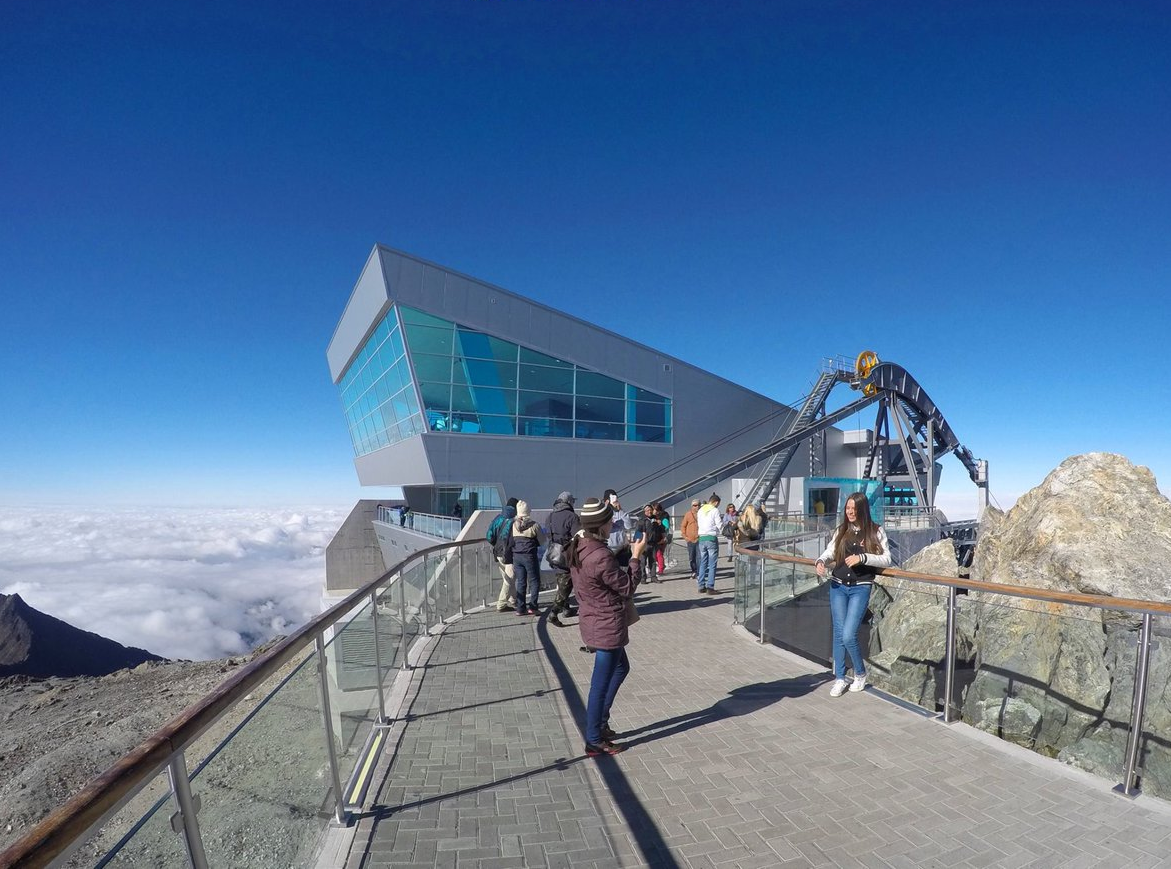
Pohled na nejvýše položenou stanici Pico Espejo.

- Stanice Loma Redonda (4045 m n. m.)
- Stanice Pico Espejo (4765 m n. m.)

Nedaleko konečné stanice leží nejvyšší vrchol Venezuely Pico Bolívar (4978 m n. m.).

## Jízdné
Jízda lanovkou je zpoplatněna. K roku 2023 jsou ceny následující:
- Běžný vstup pro dospělé za 20 dolarů (nebo ekvivalent v bolívarech)[22]
- Vstupné pro seniory a děti za 12 dolarů (nebo ekvivalent v bolívarech)[22]
- Vstupné pro děti do 3 let se neplatí, ale malé děti nesmějí z bezpečnostních důvodů vystoupat až na nejvyšší stanici[22]
- Pro zahraniční návštěvníky jednotná vstupenka za 50 dolarů (aktuální k roku 2016)[23]